# کوتاتی (کالیفرنیا)
کوتاتی (به انگلیسی: Cotati) شهری در شهرستان سونوما ایالت کالیفرنیا است که در سرشماری سال ۲۰۱۰ میلادی، ۷۲۶۵ نفر جمعیت داشته‌است.